# Johannes Fischer (Kirchenmusiker)
Johannes Fischer (* 24. Januar 1933 in Dresden; † 12. August 2005 in Magdeburg) war ein deutscher Kirchenmusiker und Komponist.
Als Mitglied im Deutschen Komponistenverband war er als „Johannes Fischer-Bad Schandau“ eingetragen, unter seinem Künstlernamen, der sich auf einen seiner Wohn- und Arbeitsorte bezieht.
Nach dem Kirchenmusikstudium in Dresden (Orgel: Hans Otto, Tonsatz: Herbert Gadsch, Chorleitung: Martin Flämig) arbeitete er von 1957 bis 1959 als Kantor in Crimmitschau und von 1959 bis 1972 in Bad Schandau. Von 1972 bis 1981 lebte er mit seiner Familie in Burgstädt/Sachsen. Danach siedelte er nach Magdeburg über und war dort weiterhin als Kirchenmusiker und in der Musiktherapie tätig.
Seit 1993 war Kantor Johannes Fischer im Ruhestand freischaffend. Er komponierte unter anderem drei Sinfonien sowie Kantaten, Motetten, Lieder, Chorsätze für gemischten und Männerchor, Literatur für Blechbläser und Orgelwerke.
1994 erhielt er den 1. Preis „Modernes Concerto grosso“ der Europäischen Barock-Akademie Köln und den 2. Preis „Kinderchor-Kantaten“ des Braunschweiger Doms.